# (35952) 1999 KN14
1999 KN14 (asteroide 35952) é um asteroide da cintura principal. Possui uma excentricidade de 0.16409590 e uma inclinação de 3.86920º.
Esse asteroide foi descoberto no dia 18 de maio de 1999 por LINEAR em Socorro.